# F·保罗·威尔逊
弗朗西斯·保罗·威尔逊（Francis Paul Wilson；1946年5月17日—）是一名美國科幻、恐怖小說家。他是洛夫克拉夫特的粉絲，作品一定程度上受洛夫克拉夫特的影響。
他筆下最著名的角色是《修理工人傑克系列》中的修理工人傑克，他於1984年首次出現在作者的暢銷書《墳墓》（The Tomb）中，但直到1998年，傑克才在《遺產》（Legacies）中再度出場，後來逐漸發展出系列故事。他的作品《The Keep》（1981）曾翻拍成電影《魔鬼戰士堡》。

## 外部連接
- Official Repairman Jack site（页面存档备份，存于）
- F. Paul Wilson（页面存档备份，存于），Tor Books
- 網路推理小說資料庫上的F. Paul Wilson
- A fan-created Wiki（页面存档备份，存于）

### 採訪
- Free Talk Live（页面存档备份，存于）
- World Horror Convention 2011（页面存档备份，存于）
- Rodger Nichols (2018) The God Gene